# Po tamtej stronie (album Arka Kłusowskiego)
Po tamtej stronie – debiutancki album studyjny polskiego piosenkarza Arka Kłusowskiego, wydany 22 marca 2019 nakładem wytwórni Fonobo Label, będącej częścią Agencji Artystycznej MTJ.
Album promowany był trzema singlami: „Po tamtej stronie”, „Szukam” i „Rocznik 92”. Na płycie znalazła się także piosenka „To już za nami”, która ukazała się cyfrowo jako singiel.

## Lista utworów
Opracowano na podstawie materiału źródłowego.
| Nr  | Tytuł utworu              | Słowa                           | Muzyka                                           | Produkcja        | Długość |
| --- | ------------------------- | ------------------------------- | ------------------------------------------------ | ---------------- | ------- |
| 1.  | „Dzień po”                | Arek Kłusowski                  | Arek Kłusowski, Maciej Sawoch                    | Maciej Sawoch    | 3:10    |
| 2.  | „Zbieg samotności”        | Arek Kłusowski                  | Arek Kłusowski, Daria Zawiałow, Michał Kush      | Michał Kush      | 3:10    |
| 3.  | „Rocznik 92”              | Arek Kłusowski                  | Arek Kłusowski, Maciej Sawoch                    | Maciej Sawoch    | 3:21    |
| 4.  | „Treści zakazane”         | Arek Kłusowski                  | Arek Kłusowski, Michał Wu                        | Michał Wu        | 4:09    |
| 5.  | „Odejdź”                  | Arek Kłusowski                  | Arek Kłusowski, Maciej Sawoch                    | Maciej Sawoch    | 3:14    |
| 6.  | „Szukam”                  | Arek Kłusowski, Patryk Kownacki | Arek Kłusowski, Marcin Kuczewski                 | Marcin Kuczewski | 3:11    |
| 7.  | „Po tamtej stronie”       | Arek Kłusowski, Daria Zawiałow  | Arek Kłusowski, Daria Zawiałow, Michał Kush      | Michał Kush      | 3:51    |
| 8.  | „W martwym pulsie”        | Daria Zawiałow                  | Arek Kłusowski, Daria Zawiałow, Michał Kush      | Michał Kush      | 3:32    |
| 9.  | „Ally”                    | Arek Kłusowski                  | Arek Kłusowski, Michał Kush                      | Michał Kush      | 3:18    |
| 10. | „To już za nami”          | Arek Kłusowski, Dawid Klepadło  | Arek Kłusowski, Marcin Kuczewski                 | Marcin Kuczewski | 2:55    |
| 11. | „Jak?”                    | Arek Kłusowski                  | Arek Kłusowski, Maciej Sawoch                    | Maciej Sawoch    | 3:12    |
| 12. | „You Make Me Feel”        | Martin Fitch                    | Arek Kłusowski, Maciej Sawoch                    | Maciej Sawoch    | 3:32    |
| 13. | „Time Makes Us Strangers” | Jack Moore                      | Arek Kłusowski, Kuba Prachowski, Łukasz Gorczyca | Michał Kush      | 3:40    |
|     |                           |                                 |                                                  |                  | 44:15   |